# Prince of Persia: The Two Thrones
Prince of Persia: The Two Thrones is een computerspel, ontwikkeld en uitgegeven door Ubisoft. Het is op 2 december 2005 uitgebracht in Europa voor de Xbox, PC, PlayStation 2 en de GameCube. Het is ook uitgebracht onder de naam Prince of Persia: Rival Swords voor de PlayStation Portable en de Wii (begin 2007).
The Two Thrones is het derde en afsluitende deel van de Sands of Time-trilogie en is het vervolg op Prince of Persia: Warrior Within en het derde en laatste deel in de Prince of Persia: The Sands of Time trilogie.

## Verhaal
In dit deel komt de prins terug van het eiland des tijds samen met Kaileena, de keizerin des tijds. Samen varen ze naar de woonplaats van de prins: Babylon. Eenmaal aangekomen doen ze een schokkende ontdekking: Babylon wordt belegerd. De hele stad staat in vuur en vlam en overal lopen monsters rond, liggen lijken en worden mensen mishandeld. Nog voor dat de prins en Kailena een voet aan wal kunnen zetten wordt hun schip getroffen door een brandend projectiel van een katapult en komt Kaileena in de handen van de monsters.
De prins volgt Kaileena maar komt te laat: ze blijkt in handen te zijn van de Vizier, het duivelse personage uit het eerste deel van de trilogie, die niet langer dood is nu de prins na zijn avontuur op het eiland des tijds zijn hele geschiedenis in Azad ongedaan heeft gemaakt. De Vizier doodt Kaileena en opnieuw ontstaat het zand des tijds, en de Vizier ondergaat een complete transformatie. De prins weet te ontsnappen uit de handen van de Vizier en slaagt erin de dolk des tijds in de gauwte mee te nemen. De soldaten van de Vizier zijn intussen in zandmonsters veranderd, en deze keer is zelfs de arm van de prins aangetast.
De besmetting op de arm uit zich algauw in een totaal nieuwe vorm van corruptie: De prins verandert in "the Dark Prince", een uniek zandmonster met totaal nieuwe gaven: de duistere prins is sterker en sneller, en kan een ijzeren ketting inzetten als wapen. Tegelijk hoort de prins de stem van een ander in zijn hoofd. Die beweert zijn alter ego te zijn, de prins met vermogens en verlangens die de ander tot dan toe nog niet had. Waarom werd de prins geen monster zoals alle anderen? Wellicht omdat hij enorm lange tijd met het zand heeft doorgebracht. De prins wordt echter snel weer zichzelf, een mens van vlees en bloed, wanneer hij in contact komt met water.
Aanvankelijk gehoorzaamt de prins de bevelen van zijn alter ego. Wanneer hij opnieuw in contact komt met Farah,komt hij tot inkeer en beseft de kwaadaardige invloed van de duistere prins.
Gedurende het spel rekent de prins eerst af met de vier uitverkorenen van de Vizier, zijn meest toegewijde dienaren. Op het einde verslaat de prins de Vizier zelf. Dan verschijnt de geest van Kaileena die het zand en de dolk des tijds opeist en vernietigt. De laatste vijand die de prins verslaat is zijn alter ego: dit is een gevecht dat hij inwendig voert.
Uiteindelijk vraagt Farah de prins haar al zijn avonturen te vertellen, wanneer ze genieten van het uitzicht over Babylon.

## Overzicht
Gedurende het spel duiken er ook oude bekenden op als Farah en de Vizier. Ook is er in deze Prince of Persia een heel nieuw karakter toegevoegd: de Duistere Prins (Engels: the Dark Prince).
Gedurende het spel verandert de prins meermalen in dit personage. Dit geeft een aantal
voordelen: De duistere prins hanteert een zeer effectief wapen: de Daggertail (de
messenstaart). Met deze messenstaart kan de duistere prins zeer gemakkelijk vijanden
uitschakelen en acrobatische "moves" uitvoeren die de prins normaal niet zou kunnen. De
duistere prins heeft echter een groot nadeel: hij verliest constant energie, en hij kan die slechts bijvullen door zand op te nemen. Dit zand is te verkrijgen door voorwerpen (zoals vazen) in de omgeving te vernielen en door monsters te doden.

## Platforms
| Jaar | Platform                                     |
| ---- | -------------------------------------------- |
| 2005 | GameCube, J2ME, PlayStation 2, Windows, Xbox |
| 2007 | PSP, Wii                                     |
| 2008 | OS X                                         |
| 2009 | BlackBerry                                   |
| 2010 | PlayStation 3                                |